# 溶劑殼
在物理化學中，溶劑殼（solvation shell）又称溶剂化层、溶剂化套，為一種用來描述溶劑化的結構。溶劑殼為一種任何化學物質像溶劑一樣，圍繞著溶質物質的現象。當溶劑為水時，所形成似殼的現象，通常會被稱為水合殼或水合球。
典型的例子為，當水分子形成殼狀，圍繞在金屬離子附近時，水中帶有電負度的氧原子以電負度被吸引到金屬離子上。這就是造成水分子環繞在金屬離子的周圍的原因。根據離子的電荷，可造成不同分子厚度的殼狀物。

## 溶劑化數
溶劑化數可由溶劑和溶液的壓縮性來決定。
{\displaystyle n_{s}=(1-{\frac {\beta }{\beta _{0}}}){\frac {n_{i}}{n_{0}}}}
其中{\displaystyle \beta } 與 {\displaystyle \beta _{0}} 表示溶液與溶劑的壓縮性，而{\displaystyle n_{i}} 與 {\displaystyle n_{0}} 則為溶液與溶劑的量。

## 蛋白質的水合
蛋白質周圍水合殼（有時也稱作水合層）的形成在生物化學上，是很重要的。蛋白質和周圍水分子的交互作用，常被稱為蛋白質的水合，這也是蛋白質活性的基礎。蛋白質外面的水合層被發現與周圍的水因分子動力學不同的關係，有1nm的距離，又會因周圍的水網拓展至2nm。特殊的水分子和蛋白質表面的接觸時間大概在毫微秒的範圍內，而分子動力學的刺激，使水與外圍水分子混和之前形成水合層的時間，可在飛秒至毫秒之間。
根據其他的溶劑及溶質，不同的空間及動能因子，皆會影響溶劑殼。

### 脱水元
蛋白质肽链间的氢键往往包裹在非极性基团之中，这种在疏水性环境中的氢键非常稳定。但有一部分氢键处在非极性基团的不完全包裹中 ，会与水分子接触，在蛋白质和水的边界产生界面张力。这些氢键有热力学自发地脱水的倾向。阿列尔·费尔南德斯及合作者称这些氢键为脱水元（dehydron）。蛋白质相互作用或蛋白质与药物分子的结合都能促进脱水元周围区域的脱水过程发生。可以通过计算形成单位蛋白质水界面需要做的可逆功，即蛋白质和水边界的表面张力，来识别脱水元。脱水元可被用于药物的研发，包括新药的挖掘和对已有药物的改进。蛋白质与药物分子相结合，并包裹住脱水元，防止其被水攻击。由于同源蛋白质分子拥有特定的脱水元，根据包裹脱水元的思路设计出的药物有很高的选择性和特异性。包裹脱水元的药物研发技术已经成功申请专利，详见美国专利：US 8,466,154 （页面存档备份，存于） and US 9,051,387 （页面存档备份，存于）。